# 卡米什利
卡米什利（庫爾德語：Qamişlo；阿拉伯语：‎；亚拉姆语：ܩܡܫܠܝ ,ܩܡܫܠܐ，Qamishhlo或Beth-Zalin，ܒܝܬ ܙܠܝܢ）是敘利亞東北部的一個城市，在土耳其努賽賓之邊境，靠近伊拉克。它屬於哈塞克省卡米什利區，并且是该区的行政中心。卡米什利还是目前事实上自治的北叙利亚民主联邦的首府。

## 人口統計
卡米什利在現今有混合種族群體，主要是庫爾德人、阿拉伯人及亞述人。城市的基督徒人口主要包括亞述人和亞美尼亞人。卡米什利的人口增長是來自亞述難民逃離當時土耳其政府引發的亞述人種族大屠殺。如今的庫爾德人、阿拉伯人、亞述人和亞美尼亞人並肩生活在這城市裡。
卡米什利也有一個猶太社區，1930年代的猶太人人數約有三千人。到了1947年之時，卡米什利市區猶太居民的情況漸漸惡化。所有受聘於政府部門的猶太人都被免職，許多猶太婦女被監禁和毆打。1963年的猶太社群減少到八百人，六日戰爭結束之後只剩下一百五十人。

## 歷史
卡米什利位於托魯斯山脈之基地，位於該地區古代胡里人在公元前四千年所建設的吳爾凱西城。
現代卡米什利城市成立於1926年，作為托魯斯鐵路的一個火車站 。
卡米什利是哈塞克省最大的城市，也被庫爾德人視為他們的秘密首都，亞述人也把卡米什利當作他們的社群首都。這裡也是敘利亞庫爾德問題的中心。
這城市每年十二月有進行大型聖誕遊行，每年三月大群眾會慶祝諾魯茲節。

## 石油
卡米什利最近由卡拉蘇地區的石油勘探，經歷了經濟繁榮。

## 旅遊
它有一個國際機場，卡米什利機場，國際航空運輸協會機場代碼是KAC。 
敘利亞鐵路公司有經營鐵路客運和貨運服務到敘利亞其他區域。